# Alcea tarica
Alcea tarica är en malvaväxtart som beskrevs av Pakravan och Ghahr.. Alcea tarica ingår i släktet stockrosor, och familjen malvaväxter. Inga underarter finns listade i Catalogue of Life.